# Přísaha občanské hnutí
Přísaha občanské hnutí (registrováno jako PŘÍSAHA občanské hnutí; zkratka PŘÍSAHA) je české pravicově populistické politické hnutí zaregistrované v dubnu 2021, které vede bývalý policista a od roku 2024 senátor za obvod č. 56 – Břeclav Robert Šlachta. Kromě tohoto zástupce v Senátu PČR má hnutí od roku 2024 také dva poslance v Evropském parlamentu (Nikola Bartůšek a Filip Turek, kteří se připojili k frakci Patrioti pro Evropu) a v roce 2022 získalo několik desítek obecních zastupitelů. Aktuální volební preference hnutí se pohybují mezi 2 a 3 % (duben 2025).

## Název a vedení hnutí
Původně se hnutí mělo jmenovat jen Přísaha, ale o registraci tohoto jména požádal o několik dní dříve předseda strany VIZE – národní socialisté Jan Vondrouš, který to údajně učinil proto, že Šlachtu považuje za politického podvodníka vedoucího kampaň bez řádné registrace. Hnutí tak přijalo název Přísaha – občanské hnutí Roberta Šlachty.
Na druhém celostátním sněmu v listopadu 2022 hnutí změnilo název na „Přísaha občanské hnutí“. Prvním místopředsedou byl zvolen Jaroslav Pelc, řadovými místopředsedy se pak stali Karolína Kubisková a Petr Denk. Dosavadní první místopředseda Tomáš Sochr, zvolený na prvním celostátním sněmu v červnu 2021, se rozhodl funkci na sněmu již neobhajovat.
Na dalším sněmu na začátku února 2025 v Praze byl potvrzen ve funkci předsedy hnutí Robert Šlachta, ve volbě neměl vyzyvatele. Prvním místopředsedou hnutí zůstal Jaroslav Pelc, novými řadovými místopředsedy byli zvoleni europoslankyně Nikola Bartůšek a bývalý brněnský primátor Petr Vokřál.

## Účast ve volbách

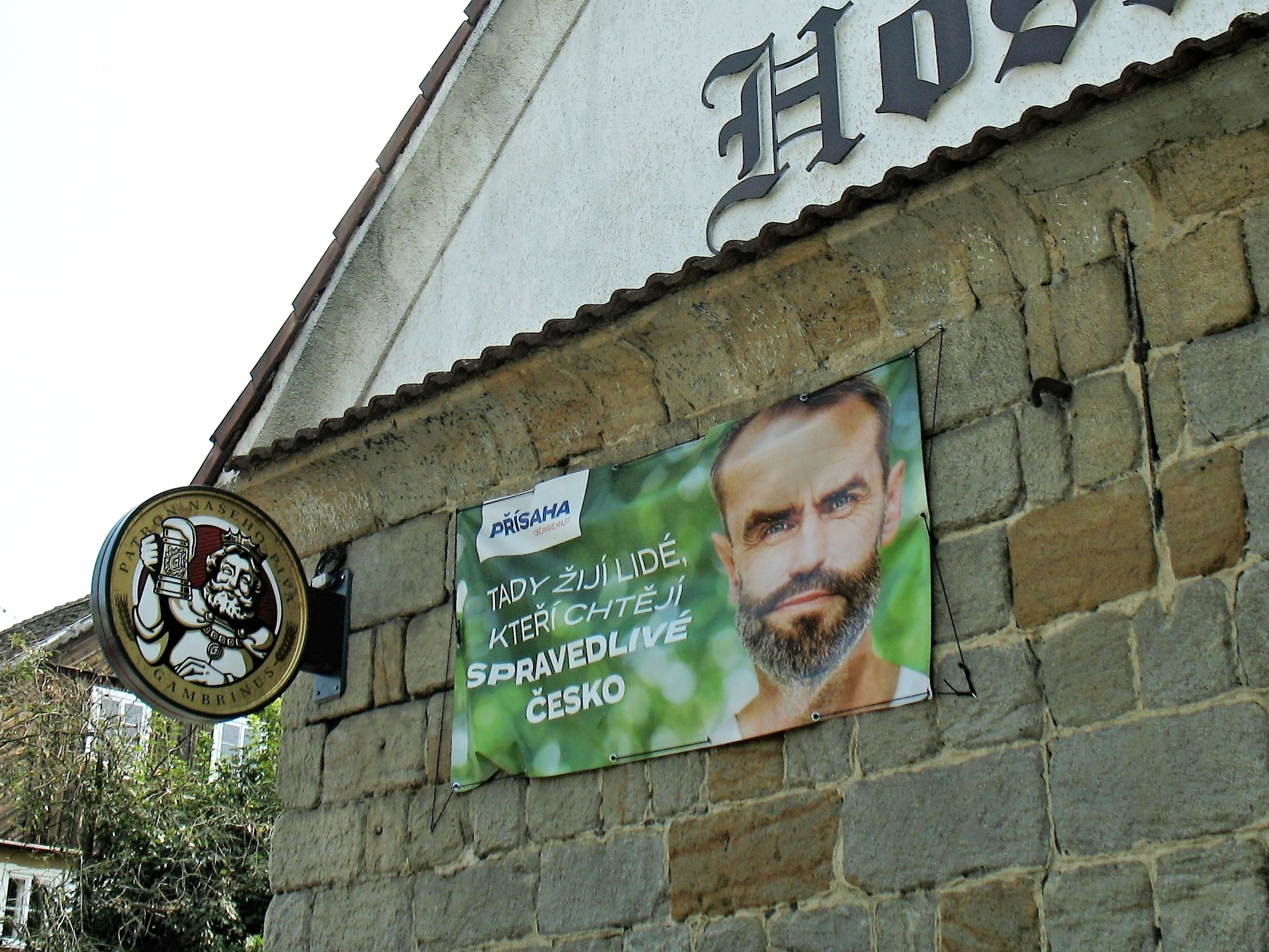
Předvolební reklama hnutí Přísaha v Zahrádkách u České Lípy, srpen 2021

### Volby do Poslanecké sněmovny PČR v roce 2021
Hlavním tématem Šlachtova hnutí se stal boj proti korupci.
V předvolebním průzkumu společnosti Kantar CZ za květen 2021 se hnutí poprvé dostalo na hranici 5 % nutnou pro vstup do Poslanecké sněmovny.
Dne 26. června 2021 se v Ostravě uskutečnil ustavující sněm hnutí. Předsedou byl zvolen Robert Šlachta, prvním místopředsedou Tomáš Sochr a druhým místopředsedou Jaroslav Pelc (také bývalí policisté z ÚOOZ).
V těchto volbách nakonec hnutí získalo 251 562 hlasů (4,68 %) a nezískalo žádný poslanecký mandát.

### Komunální volby 2022
V komunálních volbách v roce 2022 Přísaha kandidovala v 56 městech či městských částech samostatně nebo ve sdružení s nezávislými. Hnutí rovněž kandidovalo v 7 koalicích (např. do Zastupitelstva hlavního města Prahy společně se stranou Patrioti ČR) a ve 12 městech a městských částech, kde figurovalo na kandidátce místního sdružení nezávislých.
Předseda hnutí Robert Šlachta úspěšně kandidoval do zastupitelstva Pohořelic u Brna. Přísaha zde volby vyhrála, když obdržela 41,28 % hlasů a 9 z 21 mandátů, přesto nakonec skončilo hnutí v opozici. Ve volbách uspěl také 1. místopředseda hnutí Tomáš Sochr, který kandidoval do zastupitelstva Nenačovic. Z hlavních představitelů Přísahy neuspěl pouze její 2. místopředseda Jaroslav Pelc, který kandidoval do zastupitelstva Kladna.
Hnutí ve volbách získalo celkem 51 obecních zastupitelů a 2 zastupitele městských částí.

### Volby do Senátu PČR 2022
Jediným kandidátem Přísahy do Senátu PČR byl bývalý ministr kultury Antonín Staněk, který kandidoval v obvodu č. 64 – Bruntál. Ve volbách obdržel 4,37 % hlasů a skončil na posledním 6. místě.

### Volby do Evropského parlamentu 2024
V lednu 2024 bylo oznámeno, že se hnutí zúčastní voleb do Evropského parlamentu v roce 2024 společně se stranou Motoristé sobě. Lídrem společné kandidátky byl bývalý automobilový závodník, obchodník a komentátor Filip Turek. Koalice získala 10,26 % hlasů. Preferenčních hlasů pro Filipa Turka bylo 152 196. Další zvolenou europoslankyní se stala Nikola Bartůšek.

### Krajské volby 2024
V krajských volbách v roce 2024 hnutí kandidovalo do Zastupitelstva Středočeského, Jihočeského, Plzeňského, Karlovarského, Ústeckého, Libereckého, Jihomoravského, Olomouckého, Moravskoslezského kraje a do Zastupitelstva Kraje Vysočina. Hnutí však v žádném kraji nepřekročilo 5% hranici pro zisk mandátu.

### Volby do Senátu PČR 2024
Ve volbách do Senátu PČR v roce 2024 kandidoval za hnutí Přísaha jeho předseda Robert Šlachta, a to v obvodu č. 56 – Břeclav. V prvním kole vyhrál se ziskem 24,74 % hlasů, a postoupil tak do druhého kola. V něm porazil poměrem hlasů 58,88 % : 41,11 % kandidáta hnutí ANO Miloslava Janulíka a byl zvolen senátorem. Přísaha se tak stala parlamentní stranou.

### Volby do Poslanecké sněmovny PČR v roce 2025
Přísaha vyjádřila záměr pokračovat v koalici s Motoristy pro parlamentní volby v roce 2025 s odkazem na jejich úspěch ve volbách do Evropského parlamentu. Motoristé však pokračování koalice jasně odmítli v hlasování na svém prvním stranickém sjezdu a po svém prudkém vzestupu v průzkumech veřejného mínění dali přednost samostatné kandidatuře. Šlachta uvedl, že je „zklamán“, protože se výsledky hlasování dozvěděl z médií. Lídr motoristů Macinka uvedl, že jeho strana je stále otevřená spolupráci, ale pouze formou kandidátů Přísahy na kandidátce Motoristů, nikoliv v rovnocenné koalici.
Po rozpadu koalice Přísaha vstoupila do jednání se hnutím Stačilo!, SPD a Sociální demokracií. V únoru se rozhovory se Stačilo! rozpadly kvůli postoji komunistů ke členství Česka v EU a NATO. Podle Šlachty měly brzy na to skončit i rozhovory s ostatními stranami, neboť Přísaha se s žádnou z nich nedohodla na jakékoli předvolební spolupráci. Hospodářské noviny uvedly, že se Přísaha potýká s problémy s financováním své volební kampaně. Strana plánovala na kampaň vynaložit až 40 milionů korun, nicméně k únoru 2025 byly její bankovní účty téměř prázdné.
V červenci 2025 předseda Šlachta uvedl, že Přísaha bude v následujících volbách kandidovat samostatně, přičemž on sám bude lídrem hnutí v Ústeckém kraji. Lídrem kandidátky ve Jihočeském kraji bude Jiří Zimola, předseda hnutí Změna 2020, v Moravskoslezském kraji Jiří Janeček, předseda Hnutí PES, a ve Středočeském kraji Vladimír Kremlík, místopředseda hnutí Hlas samospráv.

## Volební výsledky

### Poslanecká sněmovna

Výsledky hnutí Přísaha ve volbách do Poslanecké sněmovny v roce 2021

| Volby | Hlasy   | Hlasy | Mandáty | Mandáty | Pozice | Postavení     |
| Volby | Abs.    | %     | Abs.    | ±       | Pozice | Postavení     |
| ----- | ------- | ----- | ------- | ------- | ------ | ------------- |
| 2021  | 251 562 | 4,68  | 0/200   | ▬0      | ▲5.    | neparlamentní |

### Senát
| Volby | První kolo | První kolo | Druhé kolo | Druhé kolo | Mandáty | Mandáty | Mandáty | Pozice |
| Volby | Hlasy      | %          | Hlasy      | %          | Zvoleno | Celkem  | ±       | Pozice |
| ----- | ---------- | ---------- | ---------- | ---------- | ------- | ------- | ------- | ------ |
| 2022  | 1 471      | 0,1        | –          | –          | 0/27    | 0/81    | ▬0      | ▬      |
| 2024  | 8 099      | 1,0        | 8 614      | 2,2        | 1/27    | 1/81    | ▲1      | ▲6.    |

### Zastupitelstva obcí
| Volby | Zastupitelé | Rozdíl |
| ----- | ----------- | ------ |
| 2022  | 53          | ▲53    |

### Evropský parlament
| Volby | Hlasy   | Hlasy | Mandáty | Mandáty | Pozice |
| Volby | Abs.    | %     | Abs.    | ±       | Pozice |
| ----- | ------- | ----- | ------- | ------- | ------ |
| 2024  | 304 623 | 10,26 | 2/21    | ▲2      | ▲3.    |

## Kontroverze
V roce 2024 hnutí kandidovalo do voleb do europarlamentu v koalici se stranou Motoristé sobě pod lídrem Filipem Turkem, který má za sebou politické kontroverze jako je zdvihání pravice.